# 足立神社 (さいたま市西区)
足立神社（あだちじんじゃ）は、埼玉県さいたま市西区の神社。

## 歴史
第７代孝霊天皇の御代の創建で猿田彦命を祀るとされる。その後、日本武尊が東征の折に立ち寄り素戔嗚尊を勧請したと伝わっている。
この式内社「足立神社」は殖田郷に鎮座していたが、長い年月が経過したことで、江戸時代には「足立神社」と称する神社が複数存在することになり、どれが真の足立神社であるかが不明となっていた。当地周辺だけでも植田村本村と水判土村に足立神社が存在していた。
1873年（明治6年）、旧飯田村の現在地にあった「氷川神社」が近代社格制度に基づく「村社」に列せられた。1907年（明治40年）の神社合祀により、当時の植水村内の30社が氷川神社に合祀された。その中には、旧植田村本村と旧水判土村の足立神社2社も含まれており、これを機に「氷川神社」から「足立神社」に改称した。

## 交通アクセス
- 路線バス足立神社停留所より徒歩1分。